# Наумов Микола Олександрович
Микола Олександрович Наумов (рос. Никола́й Алекса́ндрович Нау́мов; нар. 28 лютого 1982, Перм, СРСР) — російський кіноактор і актор КВК, відомий своєю роллю Коляна Наумова в серіалі «Реальні пацани».

## Життєпис
Микола Наумов народився 28 лютого 1982 року в Пермі в сім'ї військового.
Навчався в Пермському державному педагогічному університеті на факультеті іноземних мов, в якому з 2000 року на запрошення студентів старших курсів почав грати в КВК і майже відразу потрапив у Вищу лігу. Учасник команд КВК «Парма» і «Друзі».
Першою роллю в кіно стала роль камео в серіалі «Мангуст» (2003). У 2008 році брав участь в телешоу «Слава Богу, ти прийшов!». Потім знявся у фільмі «ЛОпуХИ» (2009), де він зіграв інспектора ДІБДР. А в 2010 році йому дістається головна роль в серіалі «Реальні пацани», в якому він грає роль Коляна Наумова.
У 2011 році зіграв у фільмі «Вагітний», а також озвучив роль у фільмі «Чужі на районі».
У 2012 році вийшов фільм «Няньки», де Наумов знявся в головній ролі з Араратом Кещяном.

### Особисте життя
Одружений із Альбіною Наумової. У пари троє дітей: Олександр, Аміна, Сергій.

## Творчість

### Фільмографія
| Рік       |   | Назва                        | Роль                                |        |
| --------- | - | ---------------------------- | ----------------------------------- | ------ |
| 2003      | с | Мангуст                      | камео                               | ру     |
| 2009      | ф | ЛОпуХИ: Эпизод первый        | старший лейтенант Корочкін          | ру     |
| 2010—2023 | с | Реальні пацани               | Колян Наумов                        | ру     |
| 2011      | ф | Вагітний                     | репортер                            | ру     |
| 2011      | ф | Чужі на районі               | озвучка — Хай-Хетц (Джумейн Хантер) | ру     |
| 2012      | ф | Няньки                       | Діма                                | ру     |
| 2013      | ф | Друзі друзів                 | Валік                               | ру     |
| 2014      | ф | Корпоратив                   | Ігор                                | ? / ру |
| 2020      | ф | Реальные пацаны против зомби | Колян Наумов                        | ? / ру |

### Телебачення
- «Comedy Woman» (2012) — гість.
- «Comedy Баттл. Без кордонів» (2013) — член журі.
- Гумористичне шоу «Не спати!» на ТНТ (2014) — член журі.
- «Провідник» на телеканалі «П'ятниця» (2016) — герой пермського випуску.